# Derambila costata
Derambila costata là một loài bướm đêm trong họ Geometridae.